# Кобринские замки
Ко́бринские за́мки — комплекс деревянных оборонных и административных сооружений, существовавших в городе Кобрине в XVI—XVIII веках. Предположительно, первый Кобринский замок (детинец) был основан в XI веке наследниками киевского князя Изяслава на острове на месте слияния рек Кобринка и Мухавец. Оставшиеся от замков земляные насыпи были срыты в 1880-е годы при прокладке Московско-Варшавского шоссе.

## Характеристика
Внешний вид замков и их оснащение можно представить по материалам инвентарей XVI века. Укрепления состояли из Нижнего («пригорок») и Верхнего (Высокого) замков. Вход в Нижний замок преграждала Кобринка. Через реку был построен мост, последний пролёт которого был подъёмным. С обеих сторон мост заканчивался башнями-воротами. Нижний замок был защищён 5 башнями, городнями и парканом. В одной из башен размещалась мельница.
Верхний замок был отделён от Нижнего рвом. Мост через ров упирался в башню-ворота Верхнего замка. Последний пролёт моста также был подъёмным. В Верхнем замке также было 5 башен (с воротами), городни и паркан. На них размещались площадки со стрешками, покрытыми дранкой. Все башни были покрыты гонтом.
По инвентарю 1597 года, замковый наряд  состоял из 2 пушек и 5 серпантин. Из огнестрельного оружия имелось в наличие 16 гаковниц, 17 ручниц и 2 кия.